# Humour de rire
Humour de Rire est une collection de bandes dessinées publiée par les éditions Delcourt.